# Dumb-Hounded
Dumb-Hounded es un cortometraje animado de 1943 dirigido por Tex Avery. Fue el primer cortometraje en el que apareció el personaje Droopy.

## Trama
Un lobo escapa de prisión y para su captura la policía suelta a varios perros sabuesos que intentan rastrearlo. Entre ellos se encuentra Droopy, un basset hound de aspecto triste y que se mueve lentamente. Droopy encuentra al lobo en la habitación de un edificio y le dice que se quede en aquel lugar mientras va a llamar a la policía. El lobo escapa y llega a una cabaña en las montañas, donde descubre que el perro lo estaba esperando. Durante el resto del cortometraje se muestra al lobo huyendo a diversos lugares, siendo sorprendido siempre por Droopy. Al final, Droopy logra capturar al fugitivo lanzándole una gran roca desde un edificio. El perro es posteriormente felicitado por su trabajo y le entregan una gran cantidad de dinero, lo cual genera una reacción enérgica de Droopy quien termina diciendo: "¿saben algo? Estoy feliz".

## Otras versiones
En 1946 se estrenó un cortometraje de Droopy titulado Northwest Hounded Police. La trama es similar a Dumb-Hounded, con el lobo huyendo en numerosas ocasiones y encontrándose con Droopy en todos los lugares.